# 叶兹多奇诺耶农村居民点
叶兹多奇诺耶农村居民点（俄语：Ездоченское сельское поселение）是俄罗斯联邦别尔哥罗德州切尔尼扬卡区所属的一个农村居民点。其下辖有5个居民点，行政中心为叶兹多奇诺耶。据2016年统计，该农村居民点的人口为2268人。